# Lick
Lick è il terzo album in studio del gruppo musicale alternative rock statunitense The Lemonheads, pubblicato nel 1989.

## Tracce
Tutte i brani sono di Evan Dando, tranne dove indicato.
1. Mallo Cup – 2:12
2. Glad I Don't Know – 1:21
3. 7 Powers (Ben Deily) – 2:32
4. A Circle of One – 2:49
5. Cazzo di Ferro (Corey Loog Brennan/Dando) – 3:45
6. Anyway (Deily) – 3:10
7. Luka (Suzanne Vega) – 3:09
8. Come Back D.A. – 1:54
9. I Am a Rabbit (Proud Scum) – 1:46
10. Sad Girl – 1:48
11. Ever (Deily) – 2:48
12. Strange (Mel Tillis/Fred Burch) – 2:57
13. Mad – 1:41

## Formazione
- Evan Dando - batteria, voce, chitarra
- Ben Delly - chitarra, piano, voce
- Corey Loog Brennan - chitarra
- Jesse Peretz - basso
- John Strohm - batteria
- Doug Trachten - batteria